# Лихобаба Марко Кононович
Лихобаба Марко Кононович (27 лютого 1909 року, село Андріївка Сумського району Сумської області — 17 березня 1944 року, село Старі Петрівці Вишгородський район Київської області) — червоноармієць Робітничо-селянської Червоної Армії, учасник Великої Вітчизняної війни, Герой Радянського Союзу (1943). За мужність і відвагу, виявлені в боях при форсуванні Дніпра, рядовий 86-го стрілецького полку 180-ї стрілецької дивізії М. К. Лихобаба удостоєний звання Героя Радянського Союзу. Загинув у березні 1944 року в Старій Петрівці Київської області.

## Біографія
Марк Лихобаба народився 27 лютого 1909 року в селі Андріївка (нині — Сумський район Сумської області України). Після закінчення початкової школи працював у колгоспі. На початку Великої Вітчизняної війни опинився в окупації, після звільнення в квітні 1943 року був призваний на службу в Робітничо-селянську Червону Армію. З того ж року — на фронтах Великої Вітчизняної війни, був стрільцем 86-го стрілецького полку 180-ї стрілецької дивізії 38-ї армії Воронезького фронту. Відзначився під час визволення Української РСР.
2 вересня 1943 Лихобаба брав участь у боях за місто Лебедин, гранатами знищивши 2 кулеметні точки. Під час подальшого наступу він одним з перших увірвався в Ромни та Прилуки. У ніч з 28 на 29 вересня 1943 Лихобаба переправився через Дніпро в районі Вишгорода і взяв активну участь у боях за захоплення і утримання плацдарму на його західному березі.
Указом Президії Верховної Ради СРСР від 29 жовтня 1943 року за «мужність і відвагу, проявлені в боях при форсуванні Дніпра» червоноармієць Марко Лихобаба був удостоєний високого звання Героя Радянського Союзу з врученням ордена Леніна і медалі «Золота Зірка».
У наступних боях отримав важкі поранення, від яких помер 17 березня 1944 року. Похований у селі Старі Петрівці Вишгородського району Київської області України.
У 1970 році в Андріївці розбитий парк на честь Лихобаби.